# 赤卫队 (中国)
赤卫队是第一次国共内战时期，中国共产党在革命根据地建立的由群众（主要为农民）组成、兼顾生产的民兵组织，作为中国工农红军的后备力量。中国的赤卫队最早出现于井冈山革命根据地。